# Ciudad Nezahualcóyotl
Ciudad Nezahualcóyotl es una localidad mexicana del Estado de México, cabecera del Municipio de Nezahualcóyotl, al cual integra junto a las delegaciones Neza II y Carlos Hank González.

## Toponimia
El nombre de la localidad es de origen náhuatl y hace honor a Nezahualcóyotl, poeta y rey de Texcoco. Su significado en Coyote en ayuno o coyote hambriento.

## Historia
La zona donde se asienta la ciudad Nezahualcóyotl correspondía antiguamente al Lago de Texcoco. A inicios del siglo XX el gobierno mexicano inicio la venta de terrenos en el lecho del lago desecado para destinarlos a usos agrícolas. El crecimiento de la cercana Ciudad de México hizo que esos terrenos empezaran a ser usados para la construcción de vivienda. Para 1949 Ciudad Nezahualcóyotl consistía de un asentamiento irregular de dos mil habitantes que carecían de servicios públicos. Para 1953 el gobierno empieza a administrar el fraccionamiento de los terrenos y para el año siguiente la localidad ya contaba con 40 mil habitantes. En 1963 se crea el Municipio de Nezahualcóyotl, con cabecera en Ciudad Nezahualcóyotl.